# Caproni Ca.4
Die Caproni Ca.4 war ein schwerer dreimotoriger italienischer Bomber, der im Ersten Weltkrieg verwendet wurde.
Nach der erfolgreichen Konstruktion des schweren Bombers Caproni Ca.3 arbeitete Giovanni Battista Caproni an einem noch größeren schweren Bomber. Mit seinem Doppelleitwerk, einem Druckpropeller und den beiden Zugpropellern mit Motorgondeln ähnelte er der Ca.3. Der größte Unterschied war die seltene Auslegung als Dreidecker statt als Doppeldecker wie die Ca.3.
Die Ca.4 war eine italienische Militärbezeichnung für eine ganze Anzahl von Varianten, die an vielen unterschiedlichen Orten ab Ende 1917 gefertigt wurden.

## Konstruktion
Der dreimotorige Bomber war eine stoffbespannte Holzkonstruktion. Die Zugpropeller saßen in Motorgondeln unter der mittleren Tragfläche. Die Piloten saßen nebeneinander und vor ihnen der Bordschütze. Die Positionen des Schützen konnte in den verschiedenen Ca.4-Varianten unterschiedlich sein.
Der erste Prototyp Ca.40 war mit drei 200 PS leistenden Isotta-Fraschini-V6-Motoren ausgestattet, deren Leistung aber zu schwach für das große Flugzeug war. Spätere Varianten erhielten 250-PS-Isotta-Fraschini-Motoren; die Ca.42 bekam schließlich 400-PS-Liberty-Motoren.

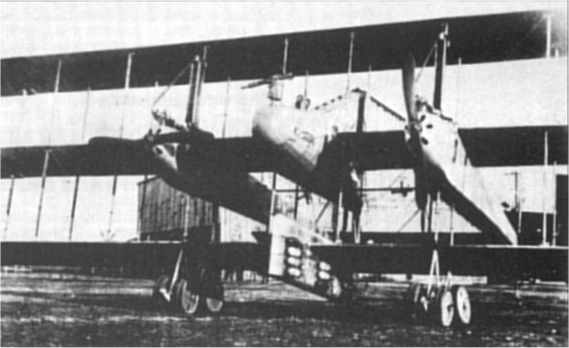
Bombencontainer der Ca.41

## Bewaffnung
- 4–8 × 6,5-mm- oder 7,7-mm-Revelli-MG
- drei bekannte Varianten für Abwurfbewaffnung:
  - Bombenbehälter auf Höhe der unteren Tragfläche für 12 vertikal eingehängte Bomben sowie 18 bis 20 außerhalb des Behälters befestigte Bomben
  - kürzerer Bombenbehälter nur für interne Bomben
  - Torpedohalterung unter dem unteren Flügel

## Einsatz
Die Ca.4 wurde Ende 1917 getestet und 1918 erstmals eingesetzt. Hauptsächlich wurde sie für Angriffe gegen Österreich-Ungarn verwendet. Im April 1918 erhielt der britische Royal Naval Air Service (RNAS) sechs Ca.42 für das No. 227 Squadron. Drei Ca.42 gingen zu Testzwecken an die USA.
Trotz ihres instabilen und fragilen Aussehens war die Ca.4 eine gut durchdachte Konstruktion. Sie war nicht größer als viele Bomber der damaligen Zeit, aber mit den modernen Liberty-Motoren relativ schnell. Die Bombenkapazität gehörte zur höchsten im Ersten Weltkrieg. Die meisten Ca.4 wurden für Nachteinsätze verwendet, da sie langsamer als die gegnerischen Jagdflugzeuge flogen.
Nach dem Ersten Weltkrieg wurden die Ca.4. durch Caproni Ca.36 ersetzt.

## Varianten

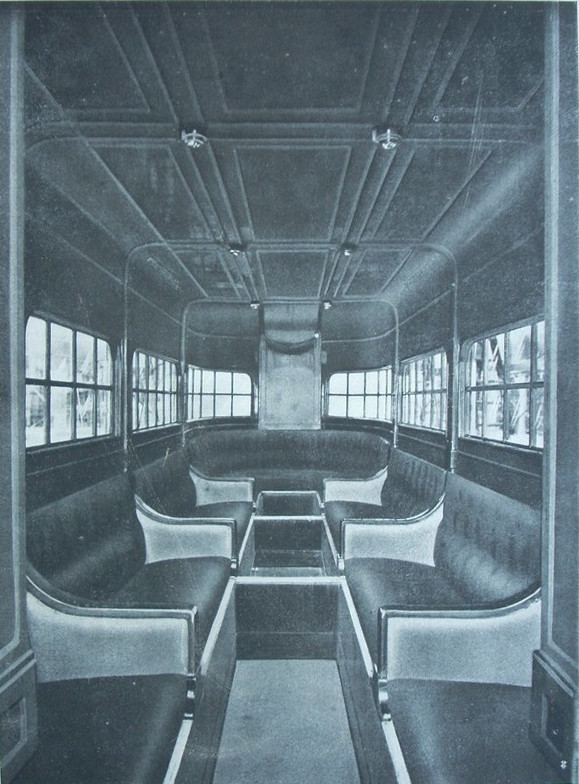
Das untere Passagierdeck einer Ca. 48

Im Krieg wurden alle Varianten unter Ca.4 zusammengefasst. Erst später gab Caproni seinen Maschinen ein neues Nummernsystem.
- Ca.40 – erster Prototyp
- Ca.41 – Serienversion mit drei 281 PS (210 kW) leistenden Fiat-A.12-Reihenmotoren, einige Maschinen besaßen stattdessen Isotta-Fraschini-Motoren mit je 250 PS (186 kW), 41 Maschinen gebaut
- Ca.42 – 400 PS (298 kW) Liberty-V12-Motoren, 12 Maschinen gebaut
- Ca.43 – Flugbootvariante (1 Stück)
- Ca.48 – Doppelstöckiges Passagierflugzeug aus Ca. 42 für je 23 Passagiere
- Ca.51 – vergrößerter Entwurf mit Doppeldeckerheck, Fiat-A.14-V12-Motoren, je 700 PS (522 kW)
- Ca.52 – Ca.42s für die RNAS, 6 Stück
- Ca.58 – Ca.48s mit neuen Fiat-A.14-V12- oder Isotta-Fraschini-V6-Motoren
- Ca.59 – Exportbezeichnung der Ca.58

## Militärische Nutzung
Königreich Italien
- Corpo Aeronautico Militare/Regia Aeronautica

 Vereinigtes Königreich
- Royal Flying Corps / Royal Air Force

 Vereinigte Staaten
- American Expeditionary Forces

## Technische Daten

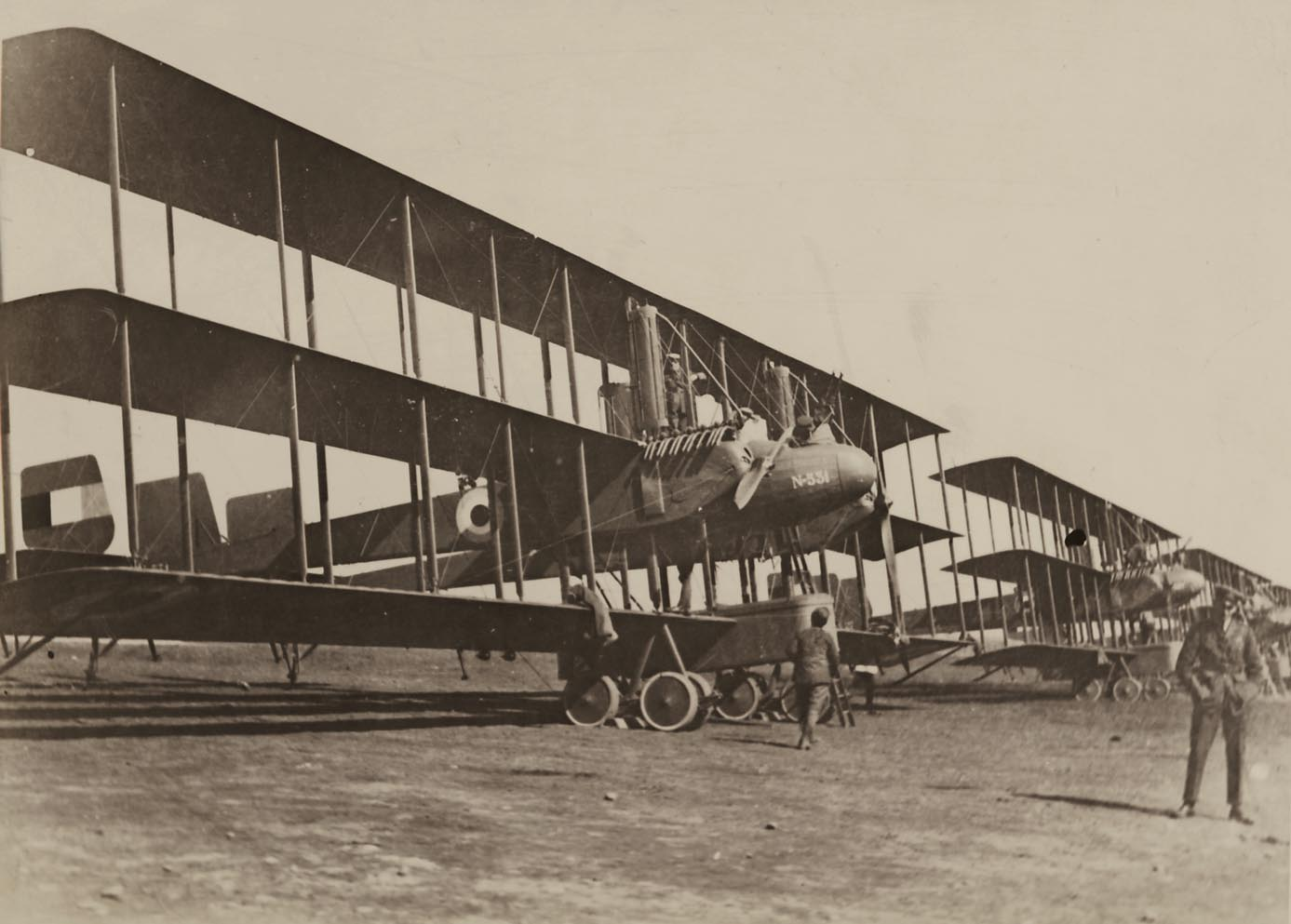
Caproni Ca.42 beim Royal Naval Air Service

| Kenngröße             | Daten Caproni Ca.42                                      |
| --------------------- | -------------------------------------------------------- |
| Besatzung             | 5                                                        |
| Länge                 | 13,10 m                                                  |
| Spannweite            | 29,90 m                                                  |
| Höhe                  | 6,30 m                                                   |
| Tragflügelfläche      | 200 m²                                                   |
| Leermasse             | 4000 kg                                                  |
| max. Startmasse       | 7500 kg                                                  |
| Antrieb               | 3 × 12-Zylinder-Liberty-V-Motoren mit je 298 kW (400 PS) |
| Höchstgeschwindigkeit | 140 km/h                                                 |
| Dienstgipfelhöhe      | 3000 m                                                   |
| Reichweite            | 700 km                                                   |
| Bewaffnung            | 4 × 6,5-mm-Revelli-MGs, 1775 kg Bomben                   |